# Куп домаћих нација 1903.
Куп домаћих нација 1903. (службени назив: 1903 Home Nations Championship) је било 21. издање овог најелитнијег репрезентативног рагби такмичења Старог континента.
Гренд слем су освојили Шкотланђани.

## Такмичење
Велс - Енглеска 21-5
Шкотска - Велс 6-0
Ирска - Енглеска 6-0
Шкотска - Енглеска 3-0
Велс - Ирска 18-0
Енглеска - Шкотска 6-10

## Табела
|   | Селекција                     | ИГ | Д | Н | И | ПД | ПП | ПР  | Б |  |
| - | ----------------------------- | -- | - | - | - | -- | -- | --- | - |  |
| 1 | Рагби репрезентација Шкотске  | 3  | 3 | 0 | 0 | 19 | 6  | +13 | 6 |  |
| 2 | Рагби репрезентација Велса    | 3  | 2 | 0 | 1 | 39 | 11 | +28 | 4 |  |
| 3 | Рагби репрезентација Ирске    | 3  | 1 | 0 | 2 | 6  | 21 | -15 | 2 |  |
| 4 | Рагби репрезентација Енглеске | 3  | 0 | 0 | 3 | 11 | 37 | -26 | 0 |  |

| Победник Купа домаћих нација 1903.                       |
| -------------------------------------------------------- |
| Репрезентација Шкотске 6. титула првака Европе у рагбију |